# Katastrofa lotu Turkish Airlines 634
Katastrofa lotu Turkish Airlines 634 wydarzyła się 8 stycznia 2003. Samolot Avro RJ100 (nr rej. TC-THG), linii Turkish Airlines, lecący ze Stambułu do Diyarbakır (lot nr 634) rozbił się kilka kilometrów od lotniska Diyarbakır Havalimanı. W katastrofie zginęło 75 osób, a ocalało 5 osób.

## Samolot
Samolot BAe 146 (TC-THG) nazywany przez pilotów Konya, wykonywał lot ze Stambułu, do miasta Diyarbakır, położonego w południowo-wschodniej Turcji. Na pokładzie było 75 osób i 5 członków załogi.

## Lądowanie i katastrofa
Maszyna podchodziła do lądowania podejściem nieprecyzyjnym VOR/DME, na lotnisku w Diyarbakır. Lotnisko nie jest wyposażone w system ILS. Lądowanie odbywało się w złych warunkach atmosferycznych - wówczas w okolicach miasta panowała gęsta mgła. Samolot uderzył w ziemię, 900 metrów od lotniska w Diyarbakır i niemal natychmiast stanął w płomieniach. Zginęło 71 pasażerów i 4 członków załogi. Wśród ofiar katastrofy było kilkoro dzieci.

## Przyczyny
Pierwszą i główną przyczyną tragedii były złe warunki atmosferyczne. Natomiast drugą przyczyną, jak ustalono, było to, że pilot nalegał na utrzymanie 2800 stóp (850 metrów), pomimo niewystarczającego odniesienia wzrokowego do pasa startowego i jego otoczenia.

## Pasażerowie i załoga
| Kraj              | Pasażerowie | Załoga | Razem |
| ----------------- | ----------- | ------ | ----- |
| Turcja            | 67          | 5      | 72    |
| Wielka Brytania   | 4           | -      | 4     |
| Finlandia         | 1           | -      | 1     |
| Stany Zjednoczone | 1           | -      | 1     |
| Brak danych       | 2           | -      | 2     |
| Razem             | 75          | 5      | 80    |